# 蔡宗禹
蔡宗禹（？—？），字宝元，號震湖，福建漳州府漳浦县人。

## 生平
隆庆辛未（1571年）二月初一日生。明万历间以选贡入太学，大司成叶台山称为天下士，屡赠以诗，于是声名藉甚。万历二十五年（1597年）丁酉科顺天府乡试第一百十七名举人，二十九年（1601年），中辛丑科三甲二百十二名进士。都察院觀政，三十一年授镇江府推官，甫下车，首严左道之禁，劝谕空门还俗，僧僚院宇置役守之，以絶士女之往来，而缁衣黄冠径入人家者有罚，法令严明，人莫敢犯。惟罪迹未著或已著而情属可矜者，率多平反。郡丞某墨而残，欲以其私害人，公争之强，致失丞欢，丞方摄郡，上官檄公使代之，丞益恨，构陷万端，遂被劾谪湖州照磨，核其事皆乌有。未几丞亦败，弹丞者以螫公为名，公得白。天啓二年升丽水知縣，三年升任南京刑部湖廣司主事。
后因病，请归故里，年七十余卒。曾在湖西书院讲学。

## 著作
蔡宗禹著有《明诚解》、《程朱要言》、《续毛诗》、 《杜诗注释》等书。

## 家族
曾祖蔡德文。祖父蔡景娱，寿官。父蔡大壮，字丕礼，由己酉科举人任宁乡知县。子蔡一橙，字廷黄，万历丙午舉人。孫蔡而㷷，崇祯癸未进士；蔡而烜，順治戊戌進士；蔡而烷，順治壬辰進士。